# Тіїран
Тііран, відоміший, як етиленсульфід — циклічна хімічна сполука із формулою C2H4S. Це найменший сульфурвмісний гетероцикл. Як і багато інших сульфовмісних органічних речовин, ця речовина також смердить. Тіїран також постійно використовується для опису будь-якої похідної етилен сульфіду.

## Синтез
Він синтезується із реакції взаємодії етилен карбонату та KSCN. Для цього методу KSCN спочатку плавлять у вакумі для видалення води.
KSCN + C2H4O2CO > KOCN + C2H4S + CO2

## Реакційна здатність
Етиленсульфід взаємодіє з амінами до утворення 2-меркаптоетиламінів, які є добрими хелатуючими лігандами.
C2H4S + R2NH > R2NCH2CH2SH